# Kalübbe
Kalübbe là một đô thị thuộc huyện Plön, trong bang Schleswig-Holstein, nước Đức. Đô thị Kalübbe có diện tích 11,8 km², dân số thời điểm 31 tháng 12 năm 2006 là 586 người.